# Лесные жёны
Лесные жёны — ду́хи — жёны охотников в мифологии коми, которые не могли пойти со своим мужем в мир людей. Считалось, что если охотник затоскует по дому и жене в лесу, то к нему может явиться оборотень в обличии супруги.
В быличке рассказывается, что однажды охотник затосковал по жене в лесной избушке. И тут вдруг к нему пришла его суженая и осталась с ним жить. Когда же охотничий сезон остался позади, охотник стал собираться к себе в село, от которого его отделяла река. Охотник повёл её к речке, но оборотень не мог перейти водную преграду. В другой быличке охотник на судне повёз свою жену по реке, но по мере хода барки стала видна церковь, напротив которой оборотень бросился в воду и исчез.
В балладах коми сохранилось предание о похожем мифологическом персонаже Горностай-девицы.
Подобные мифы существуют в разных странах, например, на Русском Севере похожие истории рассказывают о боровухах (лешачихах), в фольклоре Японии похожими свойствами наделены лисы-оборотни — Кицунэ.